# أندريه زالومون
أندريه زالومون (بالفرنسية: André Salomon)‏ هو عازف بيانو فرنسي، ولد في 27 أكتوبر 1881 في باريس في فرنسا، وتوفي في 5 يونيو 1944 في معسكر أوشفيتز بيركينو في بولندا.